# Somme (departement)
Somme (80) is een Frans departement, gelegen in de regio Hauts-de-France.

## Geschiedenis
Het departement was een van de 83 departementen die werden gecreëerd tijdens de Franse Revolutie, op 4 maart 1790 door uitvoering van de wet van 22 december 1789, uitgaande van een deel van de provincie Picardië (Amiénois, Marquenterre, Ponthieu, Santerre en Vimeu).
Tot de regio op 1 januari 2016 werd samengevoegd met Nord-Pas-de-Calais behoorde het departement Somme tot de regio Picardië.

## Geografie
Somme is omgeven door de departementen Pas-de-Calais, Noorderdepartement, Aisne, Oise en Seine-Maritime.
Somme ligt aan het Kanaal.
Het departement ontleent zijn naam aan de rivier de Somme, die door het gebied stroomt.
Somme bestaat uit de vier arrondissementen:
- Arrondissement Abbeville
- Arrondissement Amiens
- Arrondissement Montdidier
- Arrondissement Péronne

Somme heeft 23 kantons:
- Kantons van Somme

Somme heeft 782 gemeenten:
- Lijst van gemeenten in het departement Somme

## Demografie
De inwoners van Somme heten Sommois.

### Demografische evolutie sinds 1962
| Naam       | Index 1962 | Index 1968 | Index 1975 | Index 1982 | Index 1990 | Index 1999 | Index 2008 | Index 2019 |
| ---------- | ---------- | ---------- | ---------- | ---------- | ---------- | ---------- | ---------- | ---------- |
| Somme      | 100,0      | 104,9      | 110,4      | 111,7      | 112,4      | 114,0      | 116,5      | 116,8      |
| Frankrijk* | 100,0      | 107,1      | 113,3      | 117,0      | 121,9      | 126,0      | 133,8      | 140,1      |

| Naam       | Inw./Km² 1962 | Inw./km² 1968 | Inw./km² 1975 | Inw./km² 1982 | Inw./km² 1990 | Inw./km² 1999 | Inw./km² 2008 | Inw./km² 2015 |
| ---------- | ------------- | ------------- | ------------- | ------------- | ------------- | ------------- | ------------- | ------------- |
| Somme      | 79,0          | 82,9          | 87,3          | 88,3          | 88,8          | 90,0          | 92,1          | 92,5          |
| Frankrijk* | 84,2          | 90,1          | 95,4          | 98,5          | 102,7         | 106,1         | 112,7         | 119,7         |

Frankrijk* = exclusief overzeese gebieden
Bron: Recensement Populaire INSEE - 1962 tot 1999 population sans doubles comptes, nadien Population Municipale
Op 1 januari 2022 had Somme 565.540 inwoners.

### De 10 grootste gemeenten in het departement
| #  | Gemeente           | Aantal inwoners (2022) |
| -- | ------------------ | ---------------------- |
| 1  | Amiens             | 134.780                |
| 2  | Abbeville          | 22.406                 |
| 3  | Albert             | 9.658                  |
| 4  | Péronne            | 7.139                  |
| 5  | Corbie             | 6.080                  |
| 6  | Montdidier         | 5.978                  |
| 7  | Doullens           | 5.814                  |
| 8  | Roye               | 5.748                  |
| 9  | Longueau           | 5.726                  |
| 10 | Villers-Bretonneux | 4.644                  |

## Afbeeldingen

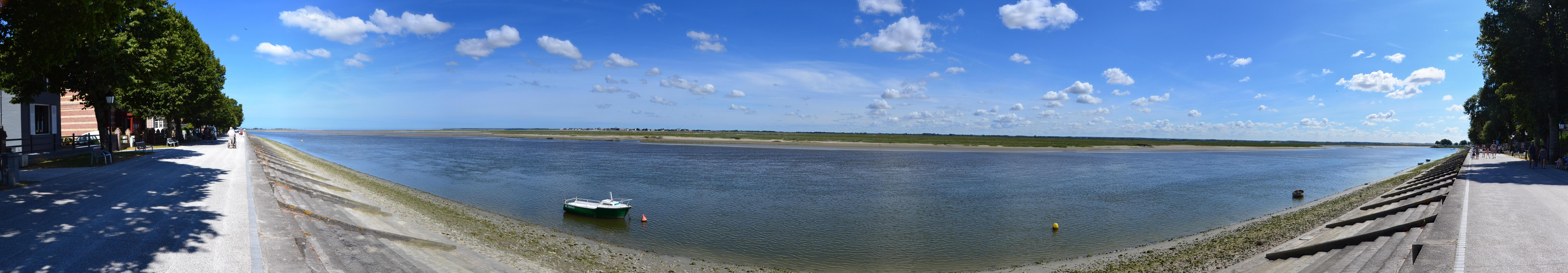
Baai van de Somme vanuit Saint-Valery-sur-Somme
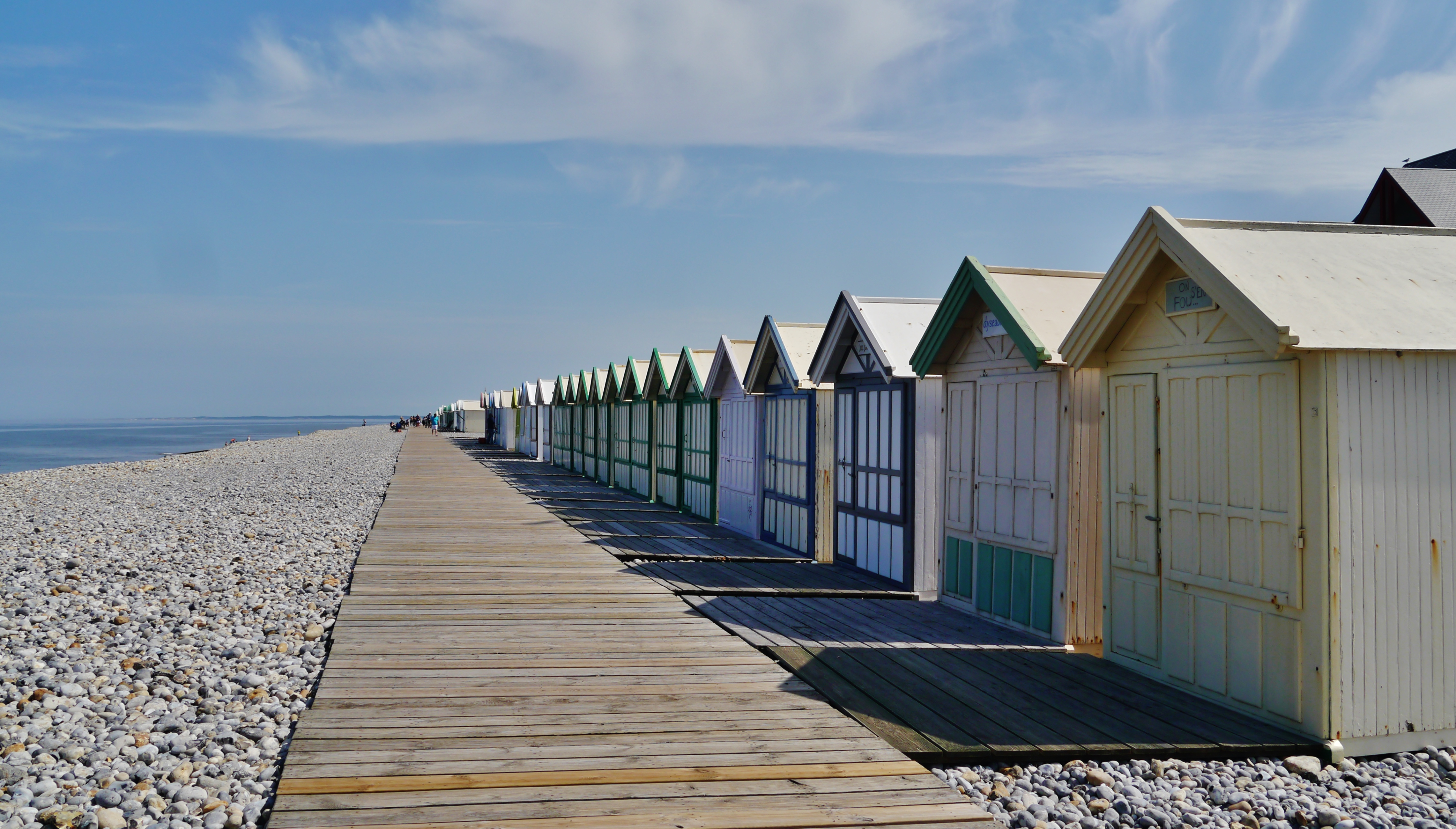
Strandhuisjes, Cayeux-sur-Mer
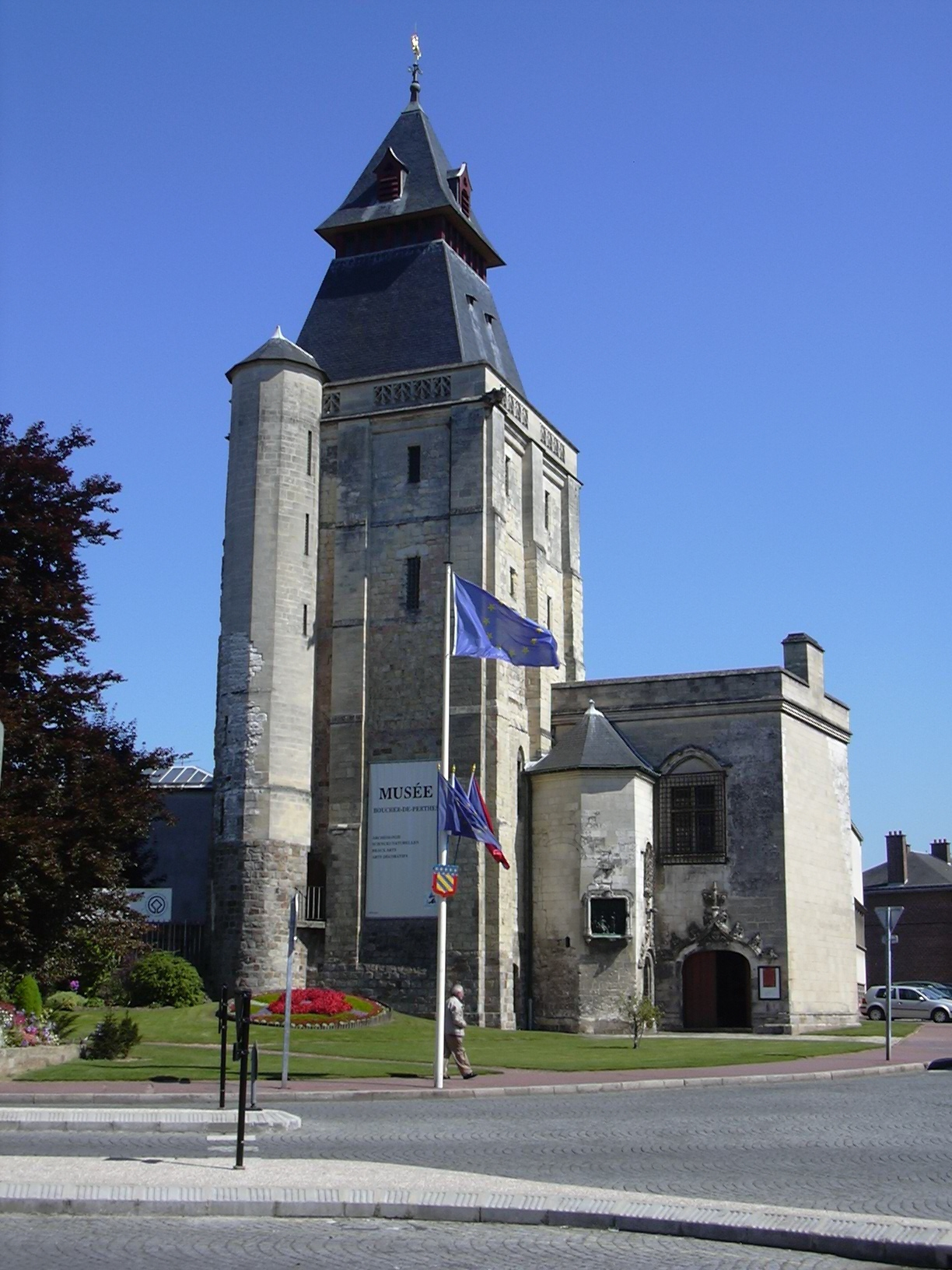
Belfort, Abbeville